# Estadio Asim Ferhatović Hase
El estadio Asim Ferhatović Hase (también conocido como estadio Koševo o estadio Olímpico de Sarajevo) es un estadio multiusos situado en la ciudad de Sarajevo, en Bosnia y Herzegovina. Es propiedad del ayuntamiento de la capital y está ubicado en el barrio de Koševo, al que debe su antiguo nombre. El estadio fue inaugurado en 1947 y con 30 121 espectadores sentados es el estadio con mayor capacidad de Bosnia. En él juega sus encuentros como local de la Premijer Liga el FK Sarajevo.

## Historia
El estadio fue inaugurado en el año 1947. En 1984, fue remodelado para la ceremonia de inauguración de los Juegos Olímpicos de Sarajevo 1984 y, por ello, es también conocido como Estadio Olímpico. Desde julio de 2004 es oficialmente denominado "Asim Ferhatović-Hase", en homenaje al legendario jugador del FK Sarajevo Asim Ferhatović, retirado en 1967.
Dispone de 30 121 localidades (todas de asiento), y es también el hogar de la Selección de fútbol de Bosnia y Herzegovina. Alberga, además, encuentros de competiciones europeas de otros equipos bosnios, al ser —junto con Bilino Polje— uno de los dos únicos estadios del país que cumplen con las normativas de seguridad de la UEFA.

## Imágenes

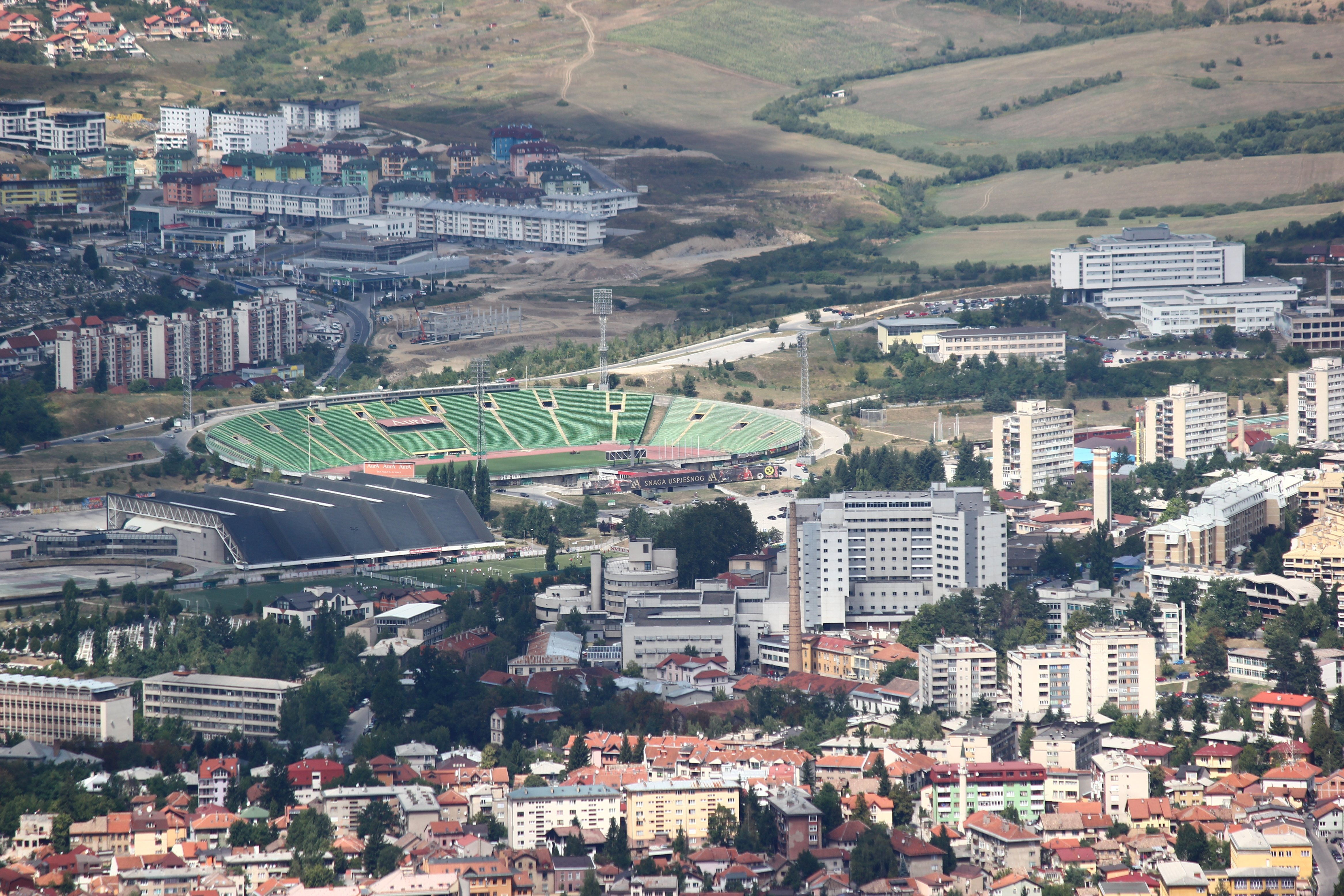
Vista general del estadio.
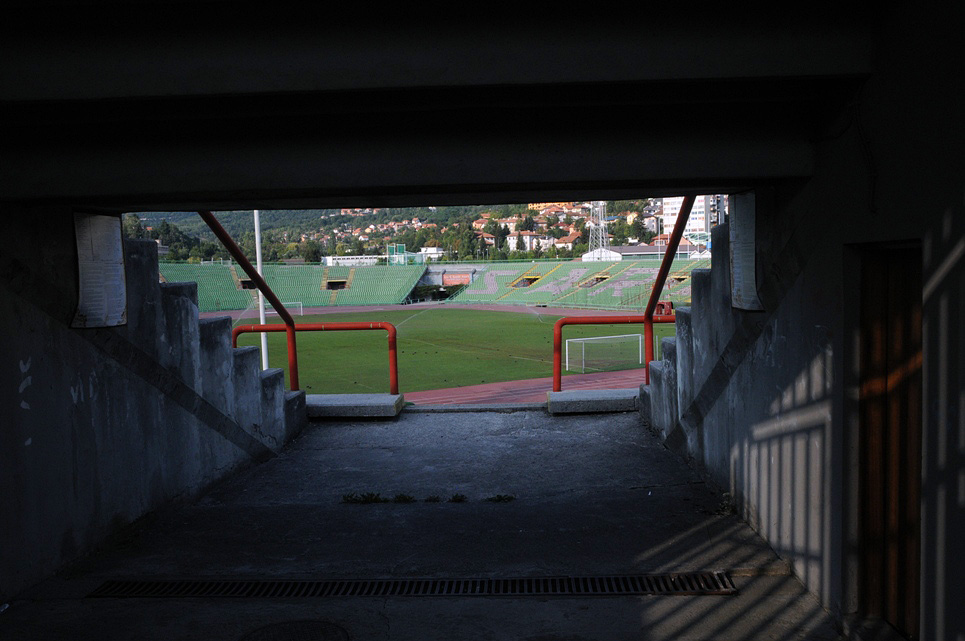
Una de las entradas a las gradas.